# Romanitas
Romanitas este un roman științifico-fantastic de Sophia McDougall, prima oară publicat în  2005 de Orion Books. Romanul prezintă istoria alternativă a Imperiului Roman care a supraviețuit până în zilele noastre și domină mare parte a lumii. Punctul de divergență îl reprezintă eșuarea de către Garda Pretoriană a asasinării împăratului Publius Helvius Pertinax la  28 martie 193.

## Prezentare
Romanul este amplasat într-o lume alternativă în care Imperiul Roman nu a fost supus procesului de descompunere și dezintegrare ca în timpul nostru, și a devenit o superputere mondială care se întinde pe două treimi ale globului. Imperiul Roman imaginat de scriitoarea engleză, după ce a suferit reculul timpurilor medievale, este cel mai avansat tehnologic din lumea noastră, dar încă înapoiat în ceea ce privește drepturile civile, deoarece imperiul se bazează încă pe o economie sclavagistă și încă se practicată răstignirea.
Punctul de divergență în această povestire este atunci când, la sfârșitul celui de-al doilea secol al erei creștine, se descoperă conspirația împotriva împăratului Pertinax. În realitatea noastră, acesta  a fost ucis de Garda Pretoriană și în locul lui, mai târziu, a ajuns împăratul Lucius Septimius Severus, care, sporind foarte mult puterea de luare a deciziilor de către armată, a răsturnat Senatul roman din prerogativele sale. Acest lucru a avut ca efect dependența statului roman de armată. Pentru a face față menținerii sale pe linia de plutire, taxele trebuiau să fie considerabil sporite. În secolele următoare, pentru a reduce din nou impactul financiar al armatei asupra economiei, aceasta din urmă a fost compusă în principal din barbari.
Însă, în acest roman, după descoperirea complotului, ca o compensație, Senatul Roman primește înapoi toate puterile care i-au fost deposedate anterior, iar Pertinax duce o serie de campanii militare în direcția Persiei, Europa Centrală și de Est. Imperiul Roman se va extinde în secolele următoare, datorită contactului cu China și descoperirii așa-numitei "Terranova", și va cunoaște câteva crizele de scurtă durată din care își va reveni ușor.
Romanul începe în anul 2757 de la fondarea Romei (anul 2004 în realitatea noastră), în timpul domniei împăratului fictiv Tito Novius Fausto, atunci când pe uriașe ecrane amplasate în centrul orașului se transmit imagini televizate mondial de la înmormântarea lui Terzo Novio Fausto Leone, erou de război, fratele Împăratului și moștenitorul tronului; și a soției sale, Clodia Aurelia. Cei doi au murit într-un accident de mașină în Alpii Galici. Marco, fiul lor din Roma, descoperă că în spatele incidentului există o conspirație serioasă.

## Vezi și
- Imperiul Roman (istorie alternativă)
- Roma Eterna de Robert Silverberg- un alt roman în care Imperiul Roman a supraviețuit până în zilele noastre
- Rome Burning de Sophia McDougall
- Gunpowder Empire de Harry Turtledove
- Warlords of Utopia de Lance Parkin
- Oath of Empire de Thomas Harlan
- Agent of Byzantium povestiri de Harry Turtledove
- Listă de cărți despre Roma antică